# Centro Nacional de Educación Ambiental
El Centro Nacional de Educación Ambiental (CENEAM) es una institución pública en España, ubicada en Valsaín, Segovia. Su objetivo es fomentar la educación ambiental y la sostenibilidad mediante la organización de programas y actividades dirigidos a distintos colectivos, tanto públicos como privados. 
Se trata de un centro de referencia a nivel nacional en el ámbito de la educación ambiental, perteneciente al Organismo Autónomo Parques Nacionales (Ministerio para la Transición Ecológica y el Reto Demográfico). Desde 1987, trabaja en la promoción de iniciativas destinadas a mejorar la conciencia ambiental de la ciudadanía.

## Historia
El CENEAM fue creado por el antiguo Instituto Nacional para la Conservación de la Naturaleza (ICONA) como un espacio de reunión, coordinación y divulgación en el ámbito de la educación ambiental en España. Su fundación estuvo alineada con las recomendaciones de la Conferencia Internacional sobre Educación Ambiental celebrada en Tbilisi en 1977. 

## Organización
El centro depende funcionalmente de la Subsecretaría de Agricultura, Alimentación y Medio Ambiente, y orgánicamente del Organismo Autónomo Parques Nacionales (OAPN). Sus funciones están reguladas mediante la orden ministerial 1973/2002.

## Misión
Las actividades del CENEAM se desarrollan en el marco del Plan de Acción de Educación Ambiental para la Sostenibilidad (PAEAS) en consonancia con la Agenda 2030 y los Objetivos de Desarrollo Sostenible.

### Educación y cooperación
El CENEAM ofrece programas educativos e interpretativos del patrimonio natural y cultural. Entre estos se incluyen los Programas de Recuperación y Utilización Educativa de Pueblos Abandonados, en colaboración con otras administraciones,y el programa Hogares Verdesenfocado en la gestión ambiental doméstica que se lleva a cabo en todo el territorio nacional dinamizado por educadoras y educadores ambientales de diferentes entidades y coordinados por el CENEAM.
El centro alberga exposiciones sobre ecología doméstica, los ODS (Objetivos de Desarrollo Sostenible) o, en ocasiones alguna exposición temporal. Además organiza excursiones didácticas y proporciona itinerarios autoguiados para conocer los valores ambientales y culturales de la zona.
Se ofrece un servicio de préstamo gratuito de exposiciones itinerantes a entidades sin ánimo de lucro y visitas de estudio personalizadas para grupos específicos interesados en los programas y recursos del centro.

### Documentación e información ambiental

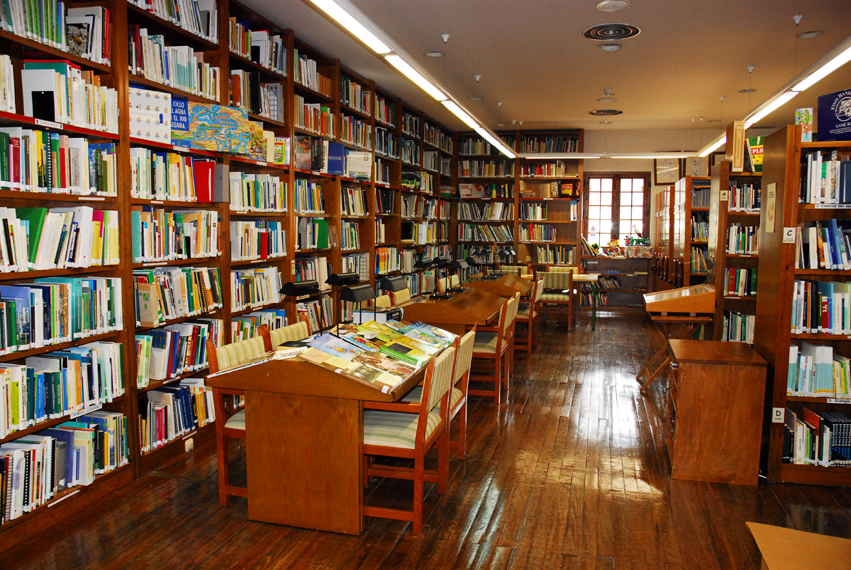
Sala de consulta de la biblioteca del CENEAM.

El centro de documentación e información ambiental tiene como función la recopilación y difusión de información y documentación especializada en educación ambiental. 
Está abierto al público y todos sus recursos pueden además consultarse en línea a través de un catálogo en Internet, en el que se pueden encontrar, entre otras cosas, numerosos documentos a texto completo en su biblioteca digital. Cuenta también con una fototeca digital con imágenes que se pueden descargar gratuitamente cuando se requieren para un uso exento de lucro, citando la autoría.  
Lleva a cabo programas de animación a la lectura y sensibilización ambiental con los colegios del entorno, cuentacuentos ambientales, club de lectura verde, etc. y coordina RECIDA, red de centros de información y documentación ambiental del Estado español. 
El CENEAM cuenta con una página Web actualizada y especializada en recursos de educación ambiental y sostenibilidad.y un boletín electrónico mensual gratuito con amplia información que llega a unos 15.000 suscriptores, la Carpeta Informativa. 
En redes sociales está presente a través de un canal en YouTube, una página en Facebook y otra en Instagram para apoyar y difundir el trabajo que se realiza en el centro y animar a la participación de sus usuarios y compartir con otras entidades ambientales.
Publicaciones y recopilaciones de información
El centro publica diversos recursos bibliográficos con el objetivo de facilitar el acceso a la información ambiental. Un Boletín de la Red de Parques Nacionales que da a conocer experiencias, investigaciones, publicaciones, normativa y la actualidad de los parques nacionales; guías y portales temáticos que ofrecen una selección de materiales de diferentes temáticas ambientales (Biodiversidadmovilidad sosteniblecuentos ambientalescambio climáticoetc.)

### Formación ambiental
El Programa de Formación Ambiental del CENEAM desarrolla actividades formativas relacionadas con la educación ambiental y la sostenibilidad dirigidas a diversos colectivos como personal técnico de parques nacionales y reservas de la biosfera, población del área de influencia socioeconómica de los parques nacionales, profesionales del sector de la educación ambiental, público general.
También organiza cursos en colaboración con diferentes instituciones a través de convenios dirigidos a diferentes colectivos profesionales relacionados con el medio ambiente, incluyendo programas específicos para agentes del Servicio de Protección de la Naturaleza (SEPRONA) y del Servicio Marítimo de la Guardia Civil (SEMAR).
A través de la organización y apoyo de reuniones, grupos de trabajo y otros foros de reflexión y debate, el Programa de Seminarios o Grupos de Trabajo da voz y participación a foros de debate de profesionales del sector del medio ambiente y la educación ambiental muy variados como periodistas, abogados, intérpretes, jueces, gestores de espacios naturales etc.

## Instalaciones

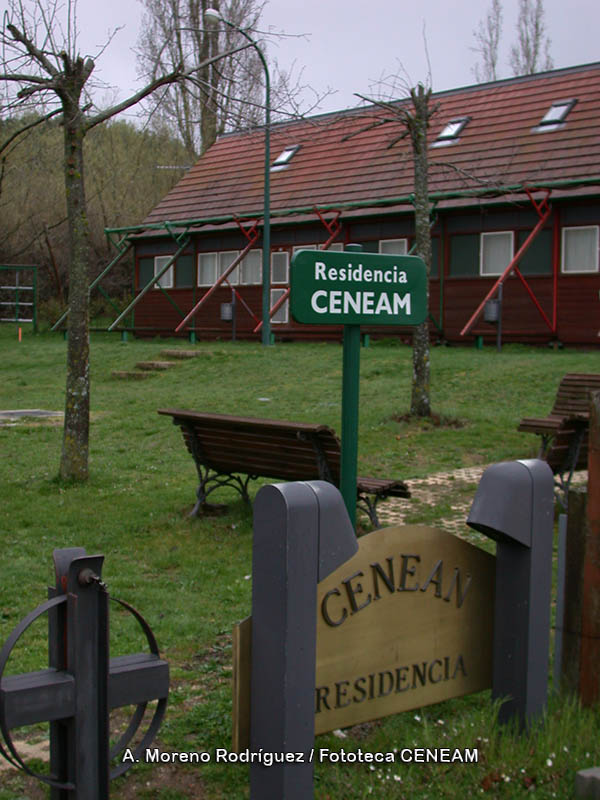
Residencia del CENEAM.

El CENEAM pone a disposición de entidades públicas y privadas sus instalaciones para el desarrollo de actividades relacionadas con la educación ambiental. Las tarifas de uso están reguladas por la Orden Ministerial AAA/78/2015.
El centro cuenta con alojamiento en cabañas prefabricadas, un albergue con capacidad para 52 personas, salas multifuncionales y espacios equipados con tecnología multimedia para la realización de actividades formativas y divulgativas.

## Reconocimientos
La Asociación de Periodistas de Información Ambiental (APIA) entregó el Premio Vía APIA 2024 al CENEAM) durante el Congreso Nacional de Medio Ambiente (CONAMA 2024). Se trata de un premio a la transparencia informativa. 
El colectivo activista #EA26 entregó el I Premio de Educación Ambiental #EA26 al Ceneam por su trayectoria y contribución en la educación ambiental en la COP25 en el 2019.